# Cornucópia

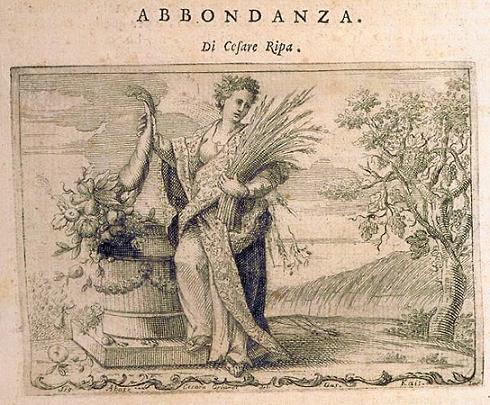
Representação artística da cornucópia

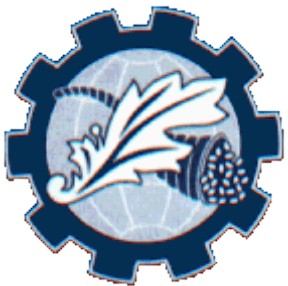
Símbolo universal da Ciência da Economia, contendo um cornucópia

Cornucópia é um símbolo representativo de fertilidade, riqueza e abundância. Na mitologia greco-romana era representada por um vaso em forma de chifre, com uma abundância de frutas e flores se espalhando dele. Hoje, simboliza a agricultura e o comércio, além de compor o símbolo das ciências econômicas, podendo denotar uma fonte de abundância.
O seu significado provém da cabra Amalteia que na mitologia greco-romana amamentou Zeus/Júpiter enquanto criança.

## Etimologia
Do latim cornu copiae ou "corno da abundância", de cornu ou "chifre" e copiae ou "abundância, muitos recursos, posses".

## Instrumento religioso
O próprio chifre é um símbolo fálico, representante do sagrado masculino. E, como a cornucópia remete a um chifre, é uma das representações mais utilizadas do Deus Cornífero nas religiões pagãs e neopagãs.
Entretanto, o seu interior simboliza o útero — representado assim a Deusa -, que quando cheio de alimentos simboliza a generosidade da terra fértil, representando o sagrado feminino.
A cornucópia é o símbolo mais utilizado para representar o equinócio de outono (no sabá Mabon), onde é cheio de frutas, grãos, moedas, folhas, castanhas, cartas de tarô, e diversos outros símbolos da fartura e do paganismo, de forma que eles sejam derramados sobre o altar.

## Na cultura pop
A seção abaixo demonstra referências sobre a Cornucópia na cultura pop.
- Cornucópia também denomina o local onde estão inicialmente localizados os suprimentos na arena da saga de Jogos Vorazes.[3]
- A banda de heavy metal inglesa, Black Sabbath, gravou no álbum 'Volume 4', uma canção chamada Cornucópia, que fala da aparência de fartura da sociedade moderna.
- Na culinária, designa um bolo pequeno feito em geral com massa folhada, em forma de cone e recheado com creme.[4][1]
- Os cientistas que acreditam que os recursos naturais não acabarão ou que não haverá escassez devido a substituição de recursos ou melhoras nos processos de produção são chamados cornucopianos.[5]
- A personagem Piper McLean, da série de livros Os Heróis do Olimpo, usa uma cornucópia como arma.[6]
- A cantora islandesa Björk, nomeou a tour de seu décimo album de estúdio Utopia de Cornucopia[7]